# Kushal Das
Kushal Das (né à Calcutta en 1959), est un musicien indien. Joueur accompli de sitar, Pandit Kushal Das est un représentant de la musique classique indienne.

## Biographie
Issu d'une famille de musiciens, Kushal Das naît à Calcutta en 1959. Il commence son apprentissage à l'âge de cinq ans, sous la direction de son père et de son oncle. Grâce à son père, il grandit dans la tradition d'Ali Akbar Khan.
Plus tard, Kushal Das reçoit une formation intensive et rigoureuse dans les techniques de la sitar, sous les auspices de Sanjoy Banerjee. Kushal est également fier d'avoir reçu l'enseignement d'autres maîtres, en particulier Pandit Ajoy Sinha Roy. Au cours de sa carrière, Pandit Kushal Das a participé à de nombreuses représentations à travers le monde. 
Kushal Das est aujourd’hui l'un des piliers de la « Maihar gharana », musique classique de l'Inde du Nord.

## Carrière musicale
Kushal Das joue de la Sitar depuis le début des années 1980. Il joue régulièrement de la Sitar, mais depuis 2002, il joue aussi du Surbahar.

## Festivals
- The Doverlane Music Conference(Kolkata).
- TC-SRA Sangeet Sammelan (Kolkata).
- Swami Haridas Festival (Delhi).
- Bengal Classical Music Festival ( Haka).
- Philharmonie (Paris).
- Queen Elizabeth Hall(UK).
- Theatre de la Ville (Paris).

## Discographie
- Raga – Bilaskhani Todi & Sohini from “Ocora Radio France”(France).
- Raga – Desh & Mishra Pahadi from “Peshkar” (Allemagne).
- Raga – Aabhogi & Sindhu Bhairavi from “Mavas Music” (Inde).
- Raga – Marwa (Sur-Bahar) from “Ocora Radio France” (France).
- Raga – Kaushi kanada & Jhinjhoti from “Rhyme Records” (U.S.A).
- Raga – Malkauns, Gorakh Kalyan & Bharavi from “Sumani” (U.S.A).
- Raga – Marwa (Sitar) from “India Archive Music” (U.S.A).
- * The Divine Soul-Raga – Ahir Bhairav, Bageshree & Folk Tune from “Bihaan Music” (Inde).
- Double CD [A] Raga- Mishra Shivaranjani, Mand, Mishra Kafi & Madhyam Se Bhairavi. [B] Raga- Nat Bhairav from “TIM International Music Company” AG, Pastels (Allemagne).
- Essence of time – 11 Ragas from “Rhyme Records” (U.S.A).
- Bandishana from “Bihaan Music”